# Dicranota (Rhaphidolabis) khumyarae
Dicranota (Rhaphidolabis) khumyarae is een tweevleugelige uit de familie Pediciidae. De soort komt voor in het Oriëntaals gebied.